# Шоробура, Инна Михайловна
Инна Михайловна Шоробура (род. 1970) — украинская учёная, доктор педагогических наук, профессор; действительный член Национальной академии педагогических наук Украины (НАПНУ, 2019).
Автор более 400 различных научных и учебно-методических работ, среди них 6 монографий и 30 учебно-методических пособий.

## Биография
Родилась 17 июля 1970 года в городе Каменец-Подольский Хмельницкой области в семье служащих.
Окончив с золотой медалью в 1987 году Хмельницкую среднюю школу № 1, в этом же году поступила на географический факультет в Черновицкий государственный университет (в настоящее время Черновицкий национальный университет имени Юрия Федьковича). Окончила вуз также с отличием уже после распада СССР, в 1992 году. Преподавала географию и экономику в общеобразовательных школах № 22 (1992—1997) и № 1 (1997—2001) города Хмельницкого. В 1998 году она стала победителем международного конкурса учителей географии, состоявшегося в международном детском центре «Артек».
В апреле 2001 И. М. Шоробура под руководством научного руководителя А. И. Сиротенко защитила кандидатскую диссертацию на тему «Социализация старшеклассников в процессе изучения гуманитарных предметов» и возглавила кафедру школьной педагогики и психологии Хмельницкого гуманитарно-педагогического института (в настоящее время — академия). В 2002 году ей была — присуждена научная степень кандидата педагогических наук по специальности «Теория и методика воспитания», а в 2005 году Инна Шоробура получила учёное звание доцента кафедры школьной педагогики и психологии.
В 2006 году Инна Михайловна была назначена на должность проректора по учебной работе (впоследствии — первого проректора) Хмельницкой гуманитарно-педагогической академии. В 2007 году она защитила докторскую диссертацию на тему «Становление и развитие школьного географического образования в Украине (XIX-XX век)» и в конце 2008 года получила учёное звание профессора кафедры школьной педагоги. С 3 июня 2009 года является ректором Хмельницкой гуманитарно-педагогической академии.
Наряду с педагогической, занимается общественной деятельностью — является президентом Хмельницкого территориального отделения Малой академии наук. С 2009 года — заместитель председателя Всеукраинской олимпиады по географии, член Хмельницкой городской организации Национального союза краеведов Украины и депутат Хмельницкого областного совета.
Удостоена нагрудных знаков «Отличник образования Украины» и «За научные достижения». Указом Президента Украины ей присвоено почётное звание «Заслуженный деятель науки и техники Украины». Лауреат Хмельницкой городской премии имени Богдана Хмельницкого.